# Ron Lynch
Ron Lynch (Nueva Gales del Sur, Australia; 12 de junio de 1939 – 12 de mayo de 2024) fue un jugador y entrenador de rugby australiano que jugó en las posiciones de lock y second row.

## Carrera

### Club
| Periodo | Club             |
| ------- | ---------------- |
| 1958–60 | Forbes Rugby     |
| 1961–71 | Parramatta Eels  |
| 1972–73 | Penrith Panthers |

### Selección nacional
Jugó para Australia en 12 ocasiones de 1961 a 1970, anotó tres puntos y consiguió un trie, y formó parte del equipo que hizo la gira por Francia y Reino Unido entre 1967 y 1968.

### Entrenador
En 1970 Lynch fue capitán entrenador del Parramatta Eels con los que ganó solo cuatro de los 22 partidos dirigidos. Al año siguiente abandonaría al club.